# Târnăveni
Târnăveni là một đô thị thuộc hạt Mureș, România. Dân số thời điểm năm 2002 là 26537 người.